# Get Happy!!
Get Happy!! är ett album av Elvis Costello and the Attractions utgivet 1980. Det var Elvis Costellos fjärde album och det tredje tillsammans med The Attractions. Get Happy!! skiljer sig från de tidigare albumen genom framträdande influenser från soulmusik. 
Flera av låtarna hade tidigare framförts live under turnén "Armed Funk Tour", men gruppen var missnöjda med att soundet lät för mycket new wave. Inför inspelningen arrangerades därför låtarna om i R&B-stil. Costello hade under turnén köpt ett antal R&B-skivor med sina favoritartister och gruppen bestämde sig för att efterlikna soundet. Get Happy!! producerades liksom de tidigare tre albumen av Nick Lowe.
Albumet fick vid sin utgivning ett något reserverat kritikermottagande, men blev en stor kommersiell framgång med bland annat 2:a plats på UK Albums Chart, 11:e plats på Billboard 200 och 6:e plats på Sverigetopplistan. Singeln I Can't Stand Up for Falling Down blev 4:a på UK Singles Chart och uppföljaren High Fidelity nådde plats 30. Låten New Amsterdam är en demoinspelning som Costello gjorde på egen hand. Inspelningens speciella sound lyckades aldrig återskapas av gruppen och soloversionen togs därför med på albumet. New Amsterdam utgavs som singel och EP och tog sig in på brittiska singellistans topp 40.
Get Happy!! har på senare år ofta ansetts vara ett av Elvis Costellos och 1980-talets bästa album.

## Låtförteckning
Alla låtar skrivna av Elvis Costello där annat ej anges.
Sida ett
1. "Love for Tender" – 1:57
2. "Opportunity" – 3:13
3. "The Imposter" – 1:58
4. "Secondary Modern" – 1:58
5. "King Horse" – 3:01
6. "Possession" – 2:03
7. "Man Called Uncle" – 2:17
8. "Clowntime Is Over" – 2:59
9. "New Amsterdam" – 2:12
10. "High Fidelity" – 2:28

Sida två
1. "I Can't Stand Up for Falling Down" (Homer Banks, Allen Jones) – 2:06
2. "Black & White World" – 1:56
3. "5ive Gears in Reverse" – 2:38
4. "B Movie" – 2:04
5. "Motel Matches" – 2:30
6. "Human Touch" – 2:30
7. "Beaten to the Punch" – 1:49
8. "Temptation" – 2:33
9. "I Stand Accused" (Tony Colton, Ray Smith) – 2:21
10. "Riot Act" – 3:35

- Not: På originalutgåvan listades låtarna i omvänd ordning på omslaget.

Bonuslåtar (1994 Rykodisc)
1. "Girls Talk" – 1:55
2. "Clowntime Is Over" (Version 2) – 3:44
3. "Getting Mighty Crowded" (Van McCoy) – 2:09
4. "So Young" (Jeff Burstin, Joe Camilleri, Tony Faehse) – 3:23
5. "Just a Memory" – 2:16
6. "Hoover Factory" – 1:43
7. "Ghost Train" – 3:05
8. "Dr. Luther's Assistant" – 3:27
9. "Black & White World" – 1:50
10. "Riot Act" (Demo) – 2:48
11. "Love for Tender" (Demo) – 1:39

Bonusskiva (2003 Rhino)
1. "I Stand Accused" (Alternate version) (Colton, Smith) – 3:10
2. "So Young" (Burstin, Camilleri, Faehse) – 3:28
3. "Girls Talk" – 1:56
4. "Human Touch" (Alternate version) – 2:20
5. "Temptation" (Alternate version) – 2:28
6. "Motel Matches" (Alternate version) – 2:27
7. "Clowntime Is Over" – 3:46
8. "B Movie" (Alternate version) – 2:26
9. "Girls Talk" (Alternate version) – 2:03
10. "Getting Mighty Crowded" (McCoy) – 2:09
11. "From a Whisper to a Scream" (Alternate version) – 2:30
12. "Watch Your Step" (Alternate version) – 2:02
13. "Dr Luther's Assistant" – 3:28
14. "Ghost Train" – 3:07
15. "New Lace Sleeves" (Alternate version) – 3:47
16. "Hoover Factory" – 1:45
17. "Just a Memory" – 2:17
18. "I Can't Stand Up for Falling Down" (Alternate version) (Banks, Jones) – 2:45
19. "New Amsterdam" (Alternate version) – 2:31
20. "Black & White World" (Demo version) – 1:51
21. "Riot Act" (Demo version) – 2:50
22. "5ive Gears in Reverse" (Demo version) – 2:33
23. "Love for Tender" (Demo version) – 2:07
24. "Men Called Uncle" (Demo version) – 2:06
25. "King Horse" (Demo version) – 2:45
26. "Seven O'Clock" (Demo version) – 2:00
27. "High Fidelity" (Live) – 3:17
28. "Opportunity" (Live) – 2:33
29. "The Imposter" (Live) – 2:11
30. "Don't Look Back" (Live) – 4:41